# Domobranstvo (Avstro-Ogrska)
Cesarsko-kraljevo Domobranstvo (izvirno nemško k. k. Landwehr; kratica LW) je naziv za kopensko vojsko Cislajtanije (avstrijski del Avstro-Ogrske).

## Zgodovina
Domobranstvo je bilo ustanovljeno 5. decembra 1868 z ukazom cesarja Franc Jožefa. 
Sprva je bilo domobranstvo slabo opremljeno, saj je država bolj podpirala skupno vojsko, a je v 80. letih 19. stoletja pridobilo večja finančna sredstva in hkrati so povečali velikost domobranstva na 135.000 pripadnikov.